# 慶大升
慶 大升（キョン・デスン、貞元2年（1154年） - 大定23年7月15日（1183年8月4日））は、高麗の武臣であり、武臣政権の第3代執権者。本貫は清州慶氏。

## 生涯
中書侍郎平章事慶珍の子。毅宗22年（1168年）、15歳の時に蔭補により校尉に任官。当時、高麗の官僚には横領が横行し、民衆の財産を略奪していた。慶大升の父の慶珍も貪欲な人であり、しばしば民間から田土を奪取した。父の死後、慶大升は父の不義な財産を貧しい人々に振り分け、世論は慶大升の誠実さを称賛した。武臣政権成立後の明宗4年（1174年）、国王の親衛隊（禁軍）にあたる牽龍軍の行首（司令官）となり、王宮の警備に当たった。
明宗8年（1178年）、清州で発生した地方民の紛糾に対処するために事審官として派遣されたが、事件を収拾できなかった責任を負って罷免された。これに不満を抱いた慶大升は明宗9年（1179年）9月、自らの決死隊30人余りを率いて王宮に侵入し、実権者の鄭仲夫やその一党を処断し政権を掌握した。執権後は、家兵を中心に組織された都房を国政の中枢機関とし、官職の任用において文官と武官を公平に案配するなど、既存の武人執権者とは差別される姿勢を見せた。しかし、武臣政権以前に回帰するような慶大升の方針は他の武人たちの反発を招いた。政権基盤が微弱だった慶大升は、反対派の抵抗を抑えようと粛清を繰り返し、その過程で鄭仲夫の打倒に加わった仲間までも除去した。
明宗13年（1183年）、30歳で急死。臨終直前には鄭仲夫が大声で叱る悪夢に悩まされ発病し、やがて死に至ったという。歴代の武人執権者たちを断罪した『高麗史』で、慶大升は叛逆列伝に収録されていない唯一の人物である。